# Acontia nivipictoides
Acontia nivipictoides là một loài bướm đêm trong họ Noctuidae.